# بيلة زانثينية
بيلة زانثينية (بالانجليزية Xanthinuria) وتعرف أيضا بنقص اوكسيداز الزانثين، هو مرض وراثي نادر يؤدي إلى تراكم الزانثين. يحدث المرض بسبب نقص انزيم اوكسيداز الزانثين.
تم التعرف عليه رسميا لأول مرة عام 1954.

## الاسباب
البيلة الزانثينية النوع I قد يحدث بسبب نقص انزيم زانثين ديهيدروجينيز، الذي يعد هاما لتحويل الزانثين لحمض البول. بينما البيلة الزانثينية النوع II ونقص الموليبدينوم يحدثان بسبب نقص نشاط واحد أو اثنان من الانزيمات بالإضافة إلى اوكسيداز الزانثين.

## الفحص
الذين يعانون من المرض لديهم تركيزات عالية بشكل غير طبيعي من الزانثين في الدم والبول، حيث قد يؤدي إلى مشاكل صحية مثل الفشل الكلوي، وحصوات الزانثين الكلوية، التي تعد واحدة من أكثر حصوات الكلى ندرة.

## العلاج
لا يوجد علاج محدد بخلاف تناول كميات كبيرة من السوائل وتجنب الاطعمة التي تحتوي على كميات كبيرة من البورين.

## وصلات خارجية
- Xanthinuria في معاهد الصحة الوطنية الأمريكية للأمراض النادرة